# Bullas
Bullas – gmina w Hiszpanii, w prowincji Murcja, w Murcji, o powierzchni 82,17 km². W 2011 roku gmina liczyła 12 321 mieszkańców.

## Współpraca
- Villajoyosa, Hiszpania
- Groesbeek, Holandia
- Bosa, Włochy